# فیلم آمریکایی
فیلم آمریکایی (به انگلیسی: American Movie) فیلمی مستند به مدت ۱۰۷ دقیقه به کارگردانی کریس اسمیت با بازی مارک بورشارت محصول کشور ایالات متحده آمریکا است.